# Павлиний скат Аллена
Павлиний скат Аллена (лат. Pavoraja alleni) — вид хрящевых рыб из семейства ромбовых скатов отряда скатообразных. Обитают в тропических водах Индийского океана между 15° ю. ш. и 32° ю. ш. Встречаются на глубине до 458 м. Их крупные, уплощённые грудные плавники образуют округлый диск со треугольным рылом. Максимальная зарегистрированная длина 35 см. Откладывают яйца. Не являются объектом целевого промысла.

## Таксономия
Впервые новый вид был научно описан в 1982 году. Он был назван в честь ихтиолога Джеральда Эллина, который предоставил материал для исследования. Голотип представляет собой половозрелого самца длиной 29,7 см, пойманного на рифах Роули (17°17′ ю. ш. 119°57′ в. д.) на глубине 350 м. Паратипы: самки длиной 15,9—27,8 см.

## Ареал
Эти скаты являются эндемиками западного побережья Австралии. Встречаются в верхней части материкового склона на глубине от 304 до 458 м.

## Описание
Широкие и плоские грудные плавники этих скатов образуют ромбический диск с широким треугольным рылом и закруглёнными краями. На вентральной стороне диска расположены 5 жаберных щелей, ноздри и рот. Хвост длиннее диска. На хвосте имеются латеральные складки. У этих скатов 2 редуцированных спинных плавника и редуцированный хвостовой плавник.
Максимальная зарегистрированная длина 35 см.

## Биология
Эти скаты откладывают яйца, заключённые в роговую капсулу с «рожками» по углам.

## Взаимодействие с человеком
Эти скаты не являются объектом целевого лова. Интенсивный промысел в ареале не ведётся. Международный союз охраны природы оценил охранный статус вида как «Вызывающий наименьшие опасения».